# محمد حسین (بازیکن فوتبال)
محمد حسین (عربی: محمد حسين؛ زادهٔ ۱۸ سپتامبر ۱۹۹۸) بازیکن فوتبال اهل سودان است.
وی همچنین در تیم ملی فوتبال سودان بازی کرده‌است.